# Лангененслинген
Лангененслинген (њем. Langenenslingen) општина је у њемачкој савезној држави Баден-Виртемберг. Једно је од 45 општинских средишта округа Биберах. Према процјени из 2010. у општини је живјело 3.580 становника. Посједује регионалну шифру (AGS) 8426067.

## Географски и демографски подаци
Лангененслинген се налази у савезној држави Баден-Виртемберг у округу Биберах. Општина се налази на надморској висини од 571 метра. Површина општине износи 88,4 km². У самом мјесту је, према процјени из 2010. године, живјело 3.580 становника. Просјечна густина становништва износи 41 становника/km².

## Међународна сарадња
| Мјесто | Држава | Врста сарадње | Од    |
| ------ | ------ | ------------- | ----- |
| Бжеско | Пољска | пријатељство  | 1994. |
| Извор  |        |               |       |